# Charles Francis Buddy

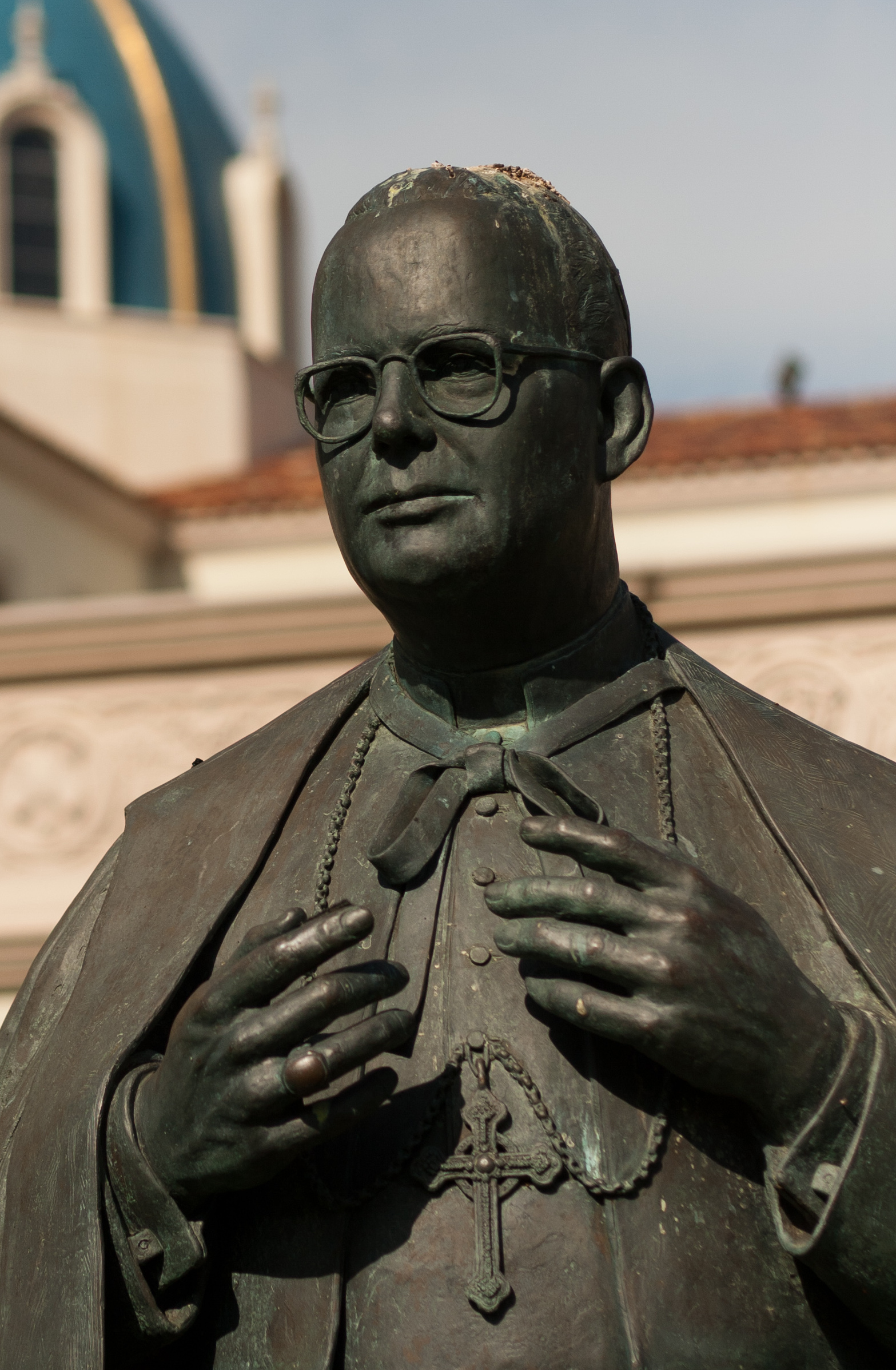
Statue des Bischofs auf dem Campus der University of San Diego

Charles Francis Buddy (* 4. Oktober 1887 in Saint Joseph, Missouri; † 6. März 1966 in Banning, Kalifornien) war ein US-amerikanischer Geistlicher und römisch-katholischer Bischof von San Diego.

## Leben
Charles Francis Buddy absolvierte ein Studium am Päpstlichen Nordamerika-Kolleg in Rom. Dort erlangte er seine Promotion zum Doktor der Philosophie. Am 19. September 1914 empfing er in der Lateranbasilika durch Bischof Alessio Ascalesi das Sakrament der Priesterweihe. Von 1915 bis 1917 war Buddy Kurat an der Kathedrale St. Joseph in seiner Heimatstadt und anschließend bis 1919 Kanzler des Bistums Saint Joseph sowie Sekretär von Bischof Maurice Francis Burke.
Am 31. Oktober 1936 ernannte ihn Papst Pius XI. zum ersten Bischof des neu gegründeten Bistums San Diego. Der Bischof von Saint Joseph, Charles Hubert Le Blond, spendete ihm am 21. Dezember desselben Jahres die Bischofsweihe; Mitkonsekratoren waren Gerald Thomas Bergan, Bischof von Des Moines, und Francis Joseph Monaghan, Koadjutorbischof von Ogdensburg. Buddy wurde am 3. Februar 1937 in sein Amt eingeführt.
Im März 1966 besuchte Buddy Gemeinden im Inland Südkaliforniens; am Abend des 5. März traf er in Banning im Riverside County ein, das damals noch zum Bistum San Diego gehörte. Der Bischof starb am folgenden Tag an einem Herzinfarkt. Buddy wurde auf dem Holy Cross Cemetery in San Diego bestattet.

## Auszeichnungen
Für seine Verdienste um ein gutes Verhältnis der Menschen untereinander wurde Buddy von der National Conference of Christians and Jews geehrt. Papst Paul VI. ernannte ihn zum Päpstlichen Thronassistenten.